# جبريل واتارا
جبريل واتارا (من مواليد 19 سبتمبر 1999) هو لاعب كرة قدم من بوركينا فاسو يلعب حاليًا كمهاجم للنادي المغربي نهضة بركان ولمنتخب بوركينا فاسو لكرة القدم.

## مسيرته الكروية
بعد موسم واحد في الدرجة الثالثة مع فيتيسه آرنهم، وقع واتارا مع نادي موظفي الخدمة المدنية في بوبو ديولاسو في عام 2017. في ذلك العام، فازوا بلقب الدوري وقاد جميع الهدافين برصيد 15 هدفًا.

## مسيرته الدولية
حصل على ميدالية ذهبية مع المنتخب الوطني تحت 20 سنة في دورة الألعاب الأفريقية 2019، حيث كان أفضل هداف في المجموعة أ.